# Ricardo Gaitán Obeso
Pour les articles homonymes, voir Obeso.
Ricardo Gaitán Obeso, né à Bogota (alors en République de Nouvelle-Grenade) le 27 mai 1851, mort à Panama (alors États-Unis de Colombie) le 13 avril 1886, est un général révolutionnaire du parti libéral radical colombien.
Gaitán Obeso, ainsi que le général Manuel E. Navarrete se rebellent le 24 septembre 1884 contre le gouvernement de l'État de Cundinamarca, présidé par le général conservateur Daniel Aldana, ce qui a pour effet de déclencher la guerre civile colombienne de 1885. Il contribue ainsi au passage d'une constitution centraliste à une constitution fédéraliste, convenue à l'issue du conflit.
Les rebelles commandés par Obeso prennent la ville de Barranquilla le 11 février 1885, et mettent le siège devant Carthagène des Indes, entre le 1er et le 31 mai 1885 mais échoue lors de leur tentative pour prendre la ville. Le 17 juillet 1885 se livre la bataille de la Humareda qui, bien que gagnée par les libéraux radicaux, voit la mort de plusieurs de leurs principaux dirigeants, et les rebelles finissent par se rendre.
Appréhendé le 14 septembre 1885 dans les forêts de Carare (commune de Landázuri, Santander), Gaitán Obeso est traduit en conseil de guerre à Bogotá le 12 octobre 1885. Il y est détenu durant trois jours, puis envoyé dans les geôles de Carthagène. Transféré par la suite à Panama, il y meurt le 13 avril 1886, à la suite d'un empoisonnement à la digitaline.